# Ukrainas damlandslag i basket
Ukrainas damlandslag i basket representerar Ukraina i basket på damsidan. Laget tog guld i Europamästerskapet 1995 samt deltog i 1996 års olympiska turnering.

### Fotnoter
1. ↑  Todor Krastev (11 mars 1995). ”Women Basketball European Championship 2007 Italy - 24.09-07.10 Winner Russia” (på engelska). Sport Statistics. Arkiverad från originalet den 3 juli 2015. https://web.archive.org/web/20150703221218/http://todor66.com/basketball/Europe/Women_1995.html. Läst 17 juni 2015.
2. ↑  Todor Krastev (11 mars 1996). ”Women Basketball Olympic Games 1996 Atlanta (USA) - 21.07-04.08 Winner United States” (på engelska). Sport Statistics. http://todor66.com/basketball/Olympic/Women_1996.html. Läst 17 juni 2015.